# Keleti pályaudvar (metropolitana di Budapest)
Keleti pályaudvar (in italiano: "Stazione orientale") è una stazione della metropolitana di Budapest, all'incrocio tra le linee M2 e M4.

## Storia
Così come le altre stazioni comprese nel tratto compreso fra Deák Ferenc tér e il capolinea di Örs vezér tere, l'apertura della stazione della metropolitana ebbe luogo nel 1970 in occasione del 4 aprile, giorno di festività comunista dell'epoca.

## Strutture e impianti
Piattaforma e binari sono collocati ad una profondità di circa 28 metri sotto il livello del suolo.

## Interscambi
La fermata costituisce un importante interscambio con la stazione ferroviaria di Budapest Orientale.
Nelle vicinanze della stazione effettuano fermata numerose linee urbane automobilistiche, filoviarie e tranviarie, gestite da BKV.
- Stazione ferroviaria (Budapest Orientale)
- Fermata tram
- Fermata filobus
- Fermata autobus